# Kanasaari (ö i Birkaland, Tammerfors, lat 61,89, long 23,71)
Kanasaari är en ö i Finland. Den ligger i sjön Keihäsjärvi och i kommunen Ylöjärvi i den ekonomiska regionen Tammerfors och landskapet Birkaland, i den södra delen av landet, 200 km norr om huvudstaden Helsingfors. Öns area är 0,1 hektar och dess största längd är 60 meter i nord-sydlig riktning.